# Пономаренко Семен Васильович
Семе́н Васи́льович Пономаре́нко  (1 травня 1907, Бахмач, Чернігівська губернія, Російська імперія — †7 листопада 1993, Київ, Україна) — радянський і український сценарист та кінодраматург.

## Життєпис
Народився в Бахмачі Чернігівської губерії в родині залізничника. Закінчив сценарний факультет Київського інституту кінематографії (1934).
Учасник Другої Світової війни. 
Працював начальником управління кінопрокату Управління у справах кінематографії при РНК УРСР (з 1944 по червень 1947 року), заступником міністра кінематографії Української РСР (з червня 1947 по вересень 1951 року), був директором Київської кіностудії художніх фільмів (з вересня 1951 року), відповідальним секретарем Оргбюро Спілки працівників кінематографії УРСР, директором Бюро пропаганди радянського кіномистецтва Спілки кінематографістів України.

## Творчий доробок
Автор книжки «Кіно служить людині» (К., 1963, у співавт. з Зельдовичем), сценарію художнього фільму «Сашко» (1958, у співавт. з Л. Смілянським — екранізація однойменної повісті письменника) й науково-популярних кінокартин: «Українські художники-пересувники» (1957), «Соя» (1958), «По річці Десні» 1961, інші.
Був одним з організаторів Спілки кінематографістів України.